# Taça Governador do Estado de Santa Catarina
Foi um torneio estadual disputado durante os anos de 1980 até o ano de 1995. Com exceção de 1981 e 1982, a competição fez parte do campeonato estadual, correspondente ao 1º turno, semelhante a Taça Guanabara no Estado do Rio de Janeiro. 
O Criciúma é o maior campeão do torneio onde acabou conquistando 8 títulos de campeão e 1 vice-campeonato.

## Campeões
| Edição | Ano  |               | Campeão       | Vice-campeão |
| ------ | ---- | ------------- | ------------- | ------------ |
| 1ª     | 1981 | Joinville     | Criciúma      |              |
| 2ª     | 1982 | Joinville     | Marcílio Dias |              |
| 3ª     | 1983 | Avaí          | Joinville     |              |
| 4ª     | 1984 | Joinville     | Figueirense   |              |
| 5ª     | 1985 | Avaí          | Blumenau      |              |
| 6ª     | 1986 | Criciúma      | Joinville     |              |
| 7ª     | 1987 | Criciúma      | Joinville     |              |
| 8ª     | 1988 | Marcílio Dias | Joinville     |              |
| 9ª     | 1989 | Marcílio Dias | Joinville     |              |
| 10ª    | 1990 | Criciúma      | Joinville     |              |
| 11ª    | 1991 | Criciúma      | Blumenau      |              |
| 12ª    | 1992 | Criciúma      | Brusque       |              |
| 13ª    | 1993 | Criciúma      | Chapecoense   |              |
| 14ª    | 1994 | Criciúma      | Juventus      |              |
| 15ª    | 1995 | Criciúma      | Chapecoense   |              |
| 16ª    | 1996 | Tubarão FC    | Chapecoense   |              |